# Ireneusz (Rochon)
Ireneusz, imię świeckie Richard Rochon (ur. 25 grudnia 1948 w Montrealu) – biskup Kościoła Prawosławnego w Ameryce.

## Życiorys
Urodził się we francuskojęzycznej rodzinie kanadyjskiej. Z prawosławiem po raz pierwszy zetknął się w Rawdon, mając 13 lat. Sześć lat później dokonał konwersji na prawosławie, wstępując do Rosyjskiego Kościoła Prawosławnego poza granicami Rosji (wyznanie wiary składał przed arcybiskupem Witalisem (Ustinowem)). Ukończył studia slawistyczne na uniwersytecie w Ottawie, po czym wstąpił do Monasteru Trójcy Świętej w Jordanville. Po trzyletniej nauce w seminarium monasterskim złożył śluby w riasofor, zaś w 1975 – śluby wieczyste przed metropolitą Ławrem, otrzymując imię Ireneusz na cześć męczennika Ireneusza z Lyonu.
W 1978 metropolita Ławr skierował go do pracy we francuskojęzycznych parafiach Rosyjskiego Kościoła Prawosławnego poza granicami Rosji, jakie znajdowały się na terytorium Francji. 19 maja 1978 został hierodiakonem, zaś 20 sierpnia 1978 w soborze Podwyższenia Krzyża Pańskiego w Genewie przyjął święcenia kapłańskie. Przez cztery lata pracował w parafii św. Jana Ruskiego w Lyonie i w parafii św. Mikołaja w Lyonie. Następnie wrócił do Montrealu.
W 1986 przeszedł w jurysdykcję archidiecezji Kanady Kościoła Prawosławnego w Ameryce razem z całą francuskojęzyczną placówką duszpasterską, jaką w Montrealu prowadził Rosyjski Kościół Prawosławny poza granicami Rosji. W 1992 biskup archidiecezji Serafin (Storheim) nadał mu godność igumena i polecił nadzór nad francuskojęzyczną prawosławną wspólnotą monastyczną. Rok później zaczął pełnić obowiązki proboszcza parafii św. Benedykta w Montrealu. W 1996 przeniesiony do parafii św. Serafina z Sarowa w Rawdon, gdzie pracował do 2007. Do 2008 był równocześnie etatowym pracownikiem szpitala w Montrealu.
2 kwietnia 2009 Święty Synod Kościoła Prawosławnego w Ameryce nadał mu godność archimandryty i wyznaczył go na biskupa pomocniczego archidiecezji Kanady z tytułem biskupa Quebecu. Chirotonia biskupia miała miejsce w październiku tego samego roku.
W październiku 2010, gdy arcybiskup Ottawy i całej Kanady Serafin udał się na trzymiesięczny urlop w związku z oskarżeniem o popełnione 25 lat wcześniej molestowanie seksualne, biskup Ireneusz objął tymczasowy zarząd diecezji. 7 stycznia 2011 trafił do szpitala z powodu ataku serca. W 2014 zgromadzenie archidiecezjalne wybrało Ireneusza na ordynariusza archidiecezji Kanady, a decyzję tę potwierdził Święty Synod Kościoła.